# Forze armate albanesi
Le Forze armate albanesi, in albanese Forcat e Armatosura të Republikës së Shqipërisë (FARSH), vennero costituite dopo la dichiarazione d'indipendenza nel 1912, e comprendono il comando generale con sede a Durazzo, la Forca Tokësore (esercito), la Forca Ajrore o FASH (aeronautica) e la Forca Detare (marina).
Il presidente dell'Albania è il comandante in capo delle forze armate della nazione. In tempo di pace, i poteri del presidente come comandante in capo vengono eseguiti tramite il Primo ministro e il Ministro della difesa.
L'esercito albanese ha avuto spesso il supporto di molti paesi NATO, tra cui Stati Uniti, Germania, Italia, Paesi Bassi, Belgio, Grecia e Turchia. In seguito l'esercito albanese ha lanciato nel 2002 un programma di riforme, migliorando la professionalità dei militari e naturalmente riducendo il loro numero.
Il 4 aprile 2009 l'Albania è diventato membro della NATO.

## Poteri

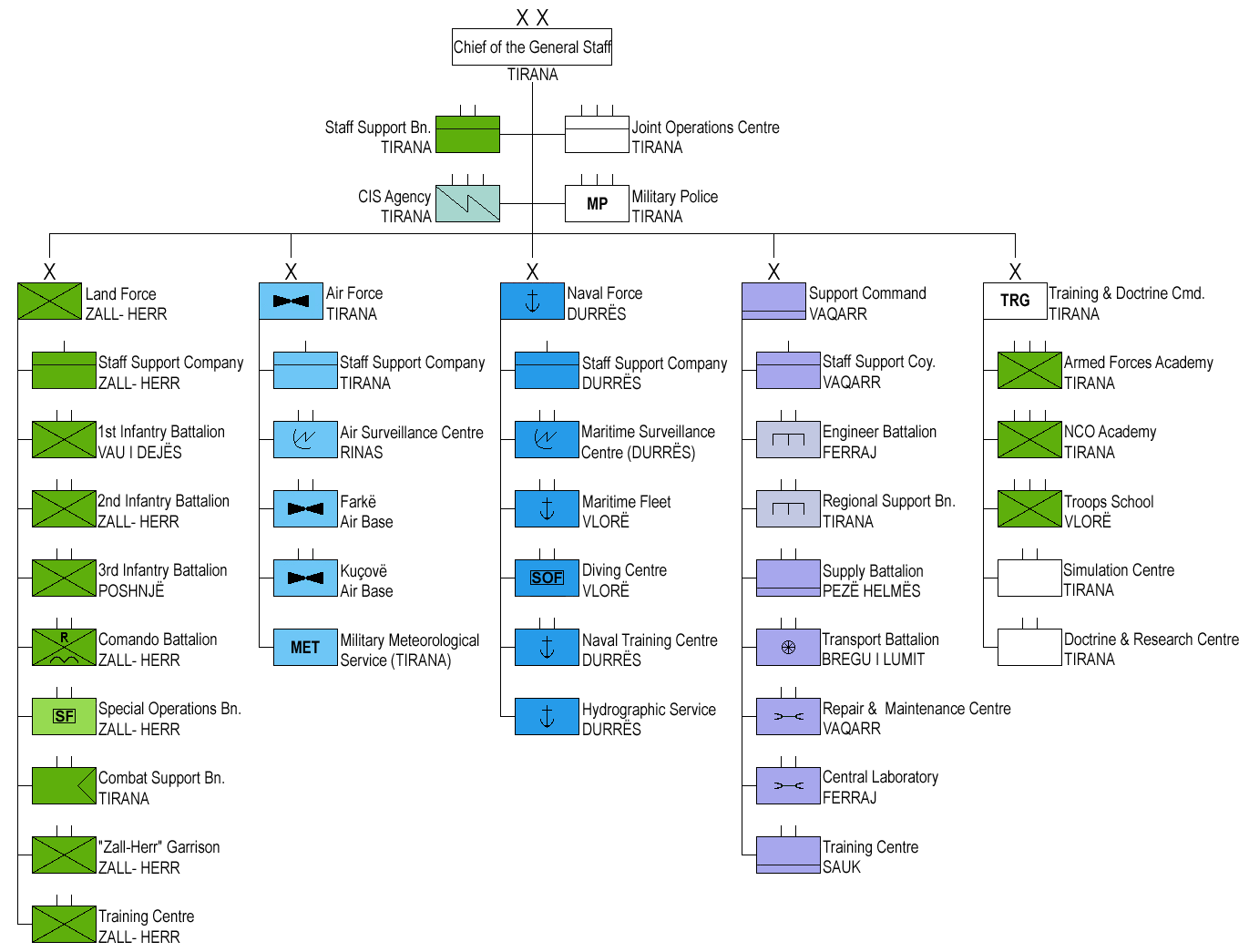
Struttura attuale dell'esercito albanese

Secondo la Costituzione albanese, le forze armate hanno il diritto e il dovere di:
- Proteggere l'integrità territoriale della Repubblica d'Albania;
- Essere presenti nelle zone in cui è presente una minaccia per la sicurezza civile;
- Assistere alla popolazione in caso di tragedie naturali o altri casi di emergenza;
- Difendere la legge costituzionale da altri soggetti violenti o militari;
- Partecipare in missioni composte da forze internazionali.

## Storia
L'esercito albanese ha origine dalle milizie medievali che facevano parte dei principati albanesi e che furono unite nella Lega di Alessio sotto Skanderbeg nel 1444, formando per la prima volta un esercito albanese unito.Dopo la conquista ottomana dell'Albania ci furono continue rivolte da parte di tribù albanesi che alla fine formarono il primo nucleo dell'Esercito nazionale Albanese.Il 4 dicembre 1912, poco dopo la dichiarazione d'indipendenza, il primo ministro albanese Ismail Qemali e il suo governo formarono l'Esercito nazionale albanese. Il suo primo comandante in capo fu il tenente colonnello Ali Shefqet Shkupi. Nel 1923, le forze armate albanesi schieravano 10.691 truppe attive, comprese le forze di polizia militare. A quel tempo, l'Albania non aveva una marina.
Nel 1927, le forze armate albanesi contavano circa 8.000 effettivi, organizzati in 3 gruppi, con sede a Tirana, Scutari e Berat. Ogni gruppo era organizzato in 3 battaglioni di 500 uomini. Inoltre, un battaglione di guardie di 350 uomini era stato organizzato a Tirana. 4 battaglioni da montagna erano in riserva, così come carri armati e auto blindate. Inoltre, nella capitale vi erano una scuola per cadetti, una scuola di mitragliatori e una scuola di bombardieri. Il coinvolgimento italiano nelle forze armate albanesi era significativo, con un colonnello italiano assegnato a ciascuno dei 3 principali gruppi e un ufficiale italiano assegnato a ciascun battaglione e batteria e a ciascuna unità medica, veterinaria e di trasporto. Solo nel 1927, l'esercito albanese ordinò 20.000 fucili, 40 cannoni da montagna, 120 mitragliatrici e altri rifornimenti dall'Italia.

### Regio esercito albanese
Il Regio esercito albanese (in albanese: Ushtria Mbretërore Shqiptare) è stato l'esercito del re Zog I dal 1928 al 1939. Il suo comandante in capo era il re stesso; il suo comandante generale Xhemal Aranitasi; il suo capo di stato maggiore era il generale Gustav von Myrdacz. L'esercito è stato finanziato principalmente dall'Italia. Il 7 aprile 1939 le truppe italiane invasero il paese e lo conquistarono in 6 giorni dopo aver sopraffatto la resistenza dell'esercito albanese.

### Regime comunista
Subito dopo il termine della seconda guerra mondiale, in Albania si stabilì un regime comunista spalleggiato dalla Jugoslavia e dall'Unione Sovietica. Il paese firmò il Patto di Varsavia insieme alle altre potenze comuniste e stati satelliti dell'URSS. L'esercito albanese, ridenominato Armata popolare albanese, iniziò così a munirsi di armi russe, dai semplici fucili ai carri armati, e a volte prodotti in Albania, anche se di una qualità non professionale. Il controllo delle forze armate era nelle mani di Enver Hoxha, il quale, nei primi anni di governo, si era preso anche la carica di Comandante supremo delle forze armate. Con il raffreddamento delle relazioni con la Jugoslavia, il dittatore riteneva che quest'ultima stava cercando di annettere il paese, e infine ruppe ogni "amicizia", ma non senza iniziare a preoccuparsi seriamente. Anche se la superpotenza russa aveva aiutato l'Albania a fornire il suo esercito di armi moderne, lo stato albanese mette fine anche all'alleanza con il comunismo russo. Uscito ufficialmente dal patto di Varsavia nel 1968, e dopo aver tentato inutilmente una nuova eterna amicizia con il popolo cinese, che aveva comportato anche l'abolizione dei gradi militari sul modello dell'Esercito Popolare di Liberazione cinese (i gradi verranno reintrodotti nel 1991 col presidente Ramiz Alla) e l'adozione di concetti strategici della guerra di guerriglia, Hoxha isolerà l'Albania dal resto dell'Europa, costruendo più di 750 000 bunker fortificati in tutto il paese, e appoggiando una propaganda che aveva come principio il rifiuto degli altri paesi, i quali avrebbero voluto invadere il paese delle aquile. In questo periodo il servizio militare era obbligatorio, con due anni di durata, per le persone dall'età tra 18 e 20 anni. Inoltre, uomini e donne, anche dopo aver passato i due anni alla leva militare, dovevano esercitarsi o compiere diverse azioni almeno una volta all'anno, con durata compresa tra 2 settimane o un mese intero.
Durante questi anni il Sigurimi, il servizio segreto dell'Albania comunista, è stato responsabile dell'esecuzione, della prigionia e della deportazione di oltre 600 ufficiali delle forze armate, neutralizzando completamente l'abilità delle forze armate di iniziare un colpo di stato. Inizialmente l'epurazione comunista si concentrò sul personale militare diplomato alle accademie militari occidentali (principalmente dall'Italia 1927-1939), e fu estesa successivamente agli ufficiali laureati dall'Unione Sovietica (dopo che l'Albania abbandonò il Patto di Varsavia nel 1968).

### Modernizzazione
Negli anni novanta, la nuova democrazia stabilita in Albania aveva problemi più emergenti. Durante l'anarchia albanese del 1997, i tentativi politici di usare l'esercito per reprimere i disordini fallirono. Solo nel 1999 iniziarono una serie di riforme, che avevano come obiettivo la modernizzazione dell'esercito e, nel contempo, la distruzione, assistita dagli statunitensi, di agenti per la guerra chimica lasciati dal regime comunista. Molte armi furono ritenute vecchie, visto che molte erano state importate dalla Russia o dalla Cina. L'Albania ha accolto migliaia di rifugiati kosovari durante il conflitto del 1999 e ha consentito alla NATO di fornire assistenza logistica alle truppe della Kosovo Force attraverso la Zona di comunicazioni Ovest con sede a Durazzo. L'Albania faceva parte della SFOR in servizio in Bosnia (allora missione dell'Unione Europea Althea), e le forze di pace albanesi hanno fatto inoltre parte dell'ISAF in Afghanistan e della forza internazionale di stabilizzazione in Iraq. L'Albania è stata un fermo sostenitore della politica statunitense in Iraq e una delle sole quattro nazioni a contribuire con truppe alla fase di combattimento dell'Operazione Enduring Freedom. L'aumento del budget militare è stata una delle condizioni più importanti per l'integrazione nella NATO, avvenuta completamente nel 2009. Attualmente si sta svolgendo una riforma importante, la diminuzione da 12.000 a 8.000 soldati professionisti e meglio equipaggiati. Dal 2018, inoltre, la NATO sta investendo oltre 50 milioni di euro nella modernizzazione della base aerea di Kuçovë. Al 2019, le forze armate albanesi contano 8000 soldati attivi e circa 5.000 riservisti.

## Missioni
Attualmente le forze albanesi sono impegnate nelle seguenti missioni:
| Missione                        | Organizzazione | Truppe albanesi presenti                                                      | Dato aggiornato a |
| ------------------------------- | -------------- | ----------------------------------------------------------------------------- | ----------------- |
| Sostegno Risoluto (Afghanistan) | NATO           | 99                                                                            | giugno 2020       |
| KFOR                            | NATO           | 29                                                                            | 2019              |
| EUFOR Althea                    | Unione Europea | ?                                                                             | 2011              |
| SEEBRIG                         | NATO           | 1 compagnia di fanteria 1 compagnia di ingegneri Elementi nel battaglione CSS | 2016              |

In passato, sono state inoltre impegnate nelle seguenti missioni:
| Missione                      | Organizzazione       | Truppe albanesi presenti                          | Periodo       |
| ----------------------------- | -------------------- | ------------------------------------------------- | ------------- |
| MINURCAT ed EUFOR Tchad/RCA   | ONU e Unione europea | 63                                                | 2008 - 2010   |
| UNOMIG                        | ONU                  | 3 osservatori                                     | - 2009        |
| NATO Training Mission in Iraq | NATO                 | 2 (militari)                                      | 2007 - 2010   |
| Operazione Iraqi Freedom      | NATO                 | 70 - 215                                          | 2003          |
| IFOR/SFOR                     | NATO                 | IFOR: 1 plotone SFOR: 12 ufficiali e 56 coscritti | 1996 - 2003/4 |